# L'Univers israélite
L'Univers israélite est un journal mensuel, puis hebdomadaire français paru de 1844  à 1940. Il est sous-titré « journal mensuel religieux, moral et littéraire », puis « journal des principes conservateurs du judaïsme ».

## Histoire
Fondé par l’ancien secrétaire du consistoire central des israélites de France Simon Bloch (d) comme pendant conservateur aux Archives israélites de France réformistes, le premier numéro de l’Univers dénonce l’ordonnance d’organisation du culte israélite du 25 mai 1844.
Récapitulant l’évolution du système consistorial depuis 1808, il l’accuse de faire l’impasse sur les progrès accomplis par les Juifs de France depuis l’institution des consistoires par Napoléon Ier.
Le rédacteur de l’Univers déplore une ordonnance « au-dessous de notre époque », en particulier, l’imposition d’un quota de deux mille israélites à la création d’un consistoire dans un département, la sélection des notables du consistoire par les préfets, la soumission de la nomination des rabbins, y compris, communaux, à l’approbation du gouvernement.

## Rédaction

### Directeurs de la publication
- Simon Bloch (d)  (1844-1879)
- Lazare Wogue (1879-1895)
- Israël Lévi (1895-1896)
- Isaïe Levaillant (d) (1896-1906)
- Joseph Milbauer (d) (1933)
- Raymond-Raoul Lambert (1934-1940)

### Journalistes
- Jacques Biélinky (1881-1943)
- Louis-Germain Lévy (1870-1946)